# Tazumal

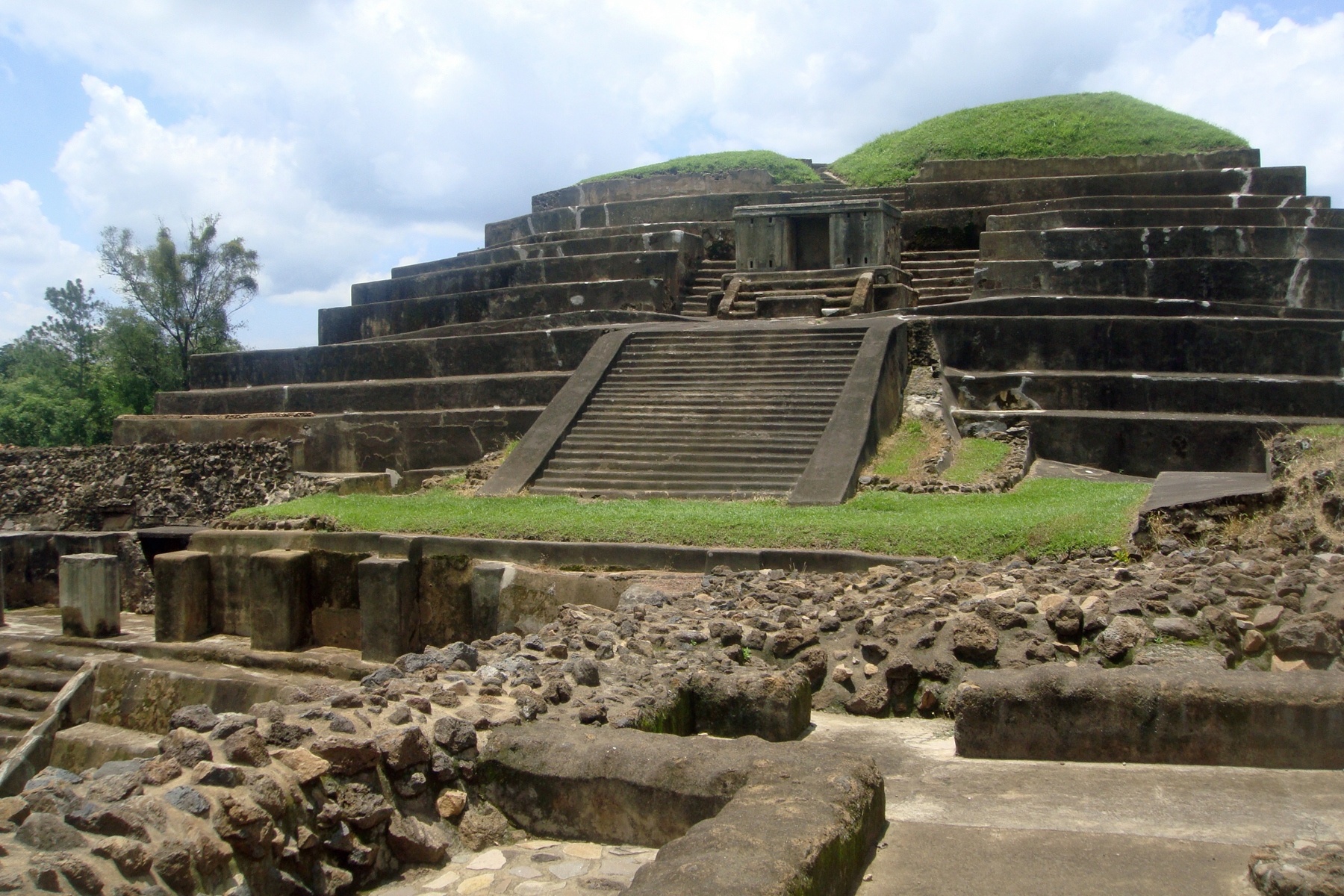
Ruiny Tazumal (Struktura B1-1)

Tazumal – prekolumbijskie stanowisko archeologiczne położone w departamencie Santa Ana w zachodniej części Salwadoru. Jeden z ośrodków kultury majańskiej.
Niewiele wiadomo na temat historii miasta, jednak badania archeologiczne wykazały, że obszar ten był zamieszkiwany już od wczesnego okresu preklasycznego (ok. 1200 r. p.n.e.) do okresu postklasycznego. Między 408 a 536 rokiem doszło do erupcji wulkanu Ilopango, który na kilka pokoleń zatrzymał rozwój miasta. Z powodu grubych pokładów tefry ludność porzuciła uprawę kukurydzy, a część przypuszczalnie przeniosła się do Copán.
Na podstawie badań i znalezisk archeologicznych przyjmuje się, że okres rozkwitu miasta przypadł na lata ok. 600–900 n.e. Ośrodek utrzymywał wówczas relacje handlowe i kulturowe z Copánem i środkowym Meksykiem. W tym samym czasie istniały też ważne powiązania z jednym z głównych ośrodków cywilizacji Majów, Kaminaljuyú. 
We wczesnym okresie postklasycznym do Tazumal zaczęli napływać Indianie Pipil, co najprawdopodobniej wynikało z chęci wymiany handlowej z okolicznymi populacjami tej grupy. 
Prawdopodobnie około 1200 roku Tazumal zostało opuszczone, jednak niektóre znaleziska z późniejszego okresu sugerują, że życie kulturowo-religijne przetrwało do XV wieku.
Na początku XX wieku Jorge Lardé przeprowadził pierwsze badania i opisał największą piramidę w Tazumal. W latach 40. XX wieku amerykański archeolog John M. Longyear zapoczątkował prace archeologiczne, które kontynuowali Stanley H. Boggs, Alfred V. Kidder, William R. Coe i Robert J. Sharer. W 1987 roku Paul Amaroli natrafił na budowle z wczesnego okresu klasycznego, kiedy to po opuszczeniu ośrodków w El Trapiche i Casa Blanca, Tazumal zaczęło się rozwijać, stając się religijnym centrum rejonu Chalchuapa. 
Z okresu klasycznego pochodzą też najważniejsze budowle, w tym główny kompleks architektoniczny, tzw. Struktura B1-1, który na przestrzeni wieków był wielokrotnie przebudowywany. W jego wnętrzu natrafiono na ceramiczne naczynie zawierające fragmenty jadeitu, muszli, zwierzęce kości i ślady czerwonego pigmentu. Natomiast w samym w mieście odkryto trzy złote ozdoby pochodzące z VIII wieku n.e., które uznawane są za najwcześniejsze metalowe przedmioty pochodzących z obszaru Mezoameryki.